# 충남대학교병원
충남대학교병원(忠南大學校病院)은 대전광역시 중구 대사동에 위치한 교육, 연구, 진료를 행하는 거점국립대학교병원이다.

## 역사
충남대학교병원의 뿌리는 1928년 충청지역 최초의 근대의학 공공의료기관인 대전도립의원이다. 이후 1972년 7월 1일 당시 충남도립의료원(대전도립의원 전신)을 이양받아 200병상 규모의 충남대학교 의과대학 부속병원으로 이어졌다. 1984년 11월 14일에는 중구 대사동(現 위치)으로 신축 이전하여 상급종합병원으로 성장하였다. 최근에는 고객 우선의 변화된 진료 환경에서 고품격, 고난도 One-stop 진료서비스를 실현하고, 환자의 안전을 극대화하기 위해 대대적인 리모델링을 추진하였다. 수술실 증축 사업을 통해 로봇수술실과 음압수술실을 구축하는 등 지난 50여년 동안 지역을 넘어 대한민국 의료계의 한 축으로 꾸준히 성장해 왔다.
충남대학교병원 진료는 대·내외적으로 여러 평가 지표가 입증하듯 지속적으로 향상되어 국내 최고 수준에 이르고 있다. 하지만 안주하지 않고 융합연구를 통한 의학발전 선도라는 목표를 이루기 위해 ‘의생명융합연구센터’를 설립, 국제 수준의 체계적인 공동연구 활동을 펼쳐 연구중심병원으로 도약할 수 있는 토대를 마련하였다.
국내를 비롯해 전 세계가 코로나19 확산으로 위기 상황을 겪었을 당시, 국가지정감염병전담병원으로서 신종감염병에 슬기롭게 대응하며 현재까지도 최상의 방역상태를 유지하고 있다. 또한 보건복지부와 질병관리청 주관 감염병관리시설평가에서 수년간 연속 1위를 차지하며 가장 안전한 병원임을 입증하기도 했으며 2015년에 발생한 메르스 사태에서는 대전 및 충남지역 메르스 확진환자 총 14명을 수용하며 적극적인 치료를 이행하였다. 신속한 조치와 적극적인 대처로 감염률 0%라는 높은 성과를 이룬 결과 ‘국민안심병원’의 입지를 다질 수 있었다. 지역민 누구나 친근하게 찾아와 수준 높은 의료서비스를 제공받을 수 있는 지역 거점병원으로 굳건히 자리매김해 나갔다.
코로나19에 대응하기 위해 충남대학교병원은 병원장 주재로 코로나19에 대응하는 재난대책기구회의운영을 통해 경영진과 유관부서 간의 원활한 소통을 기반으로 한 신속한 의사결정으로 원내 코로나19 진료체계 및 확산을 방지하기 위한 대응책을 수립했다. 또한 전담치료병상(특수병상 포함) 운영 및 적절한 인력 배치를 통해 코로나19 중증환자 치료에 총력으로 임했으며 일반인 대상 예방접종센터 운영과 생활치료센터 의료인력 파견을 통해 지역 내 방역체계 구축에 기여했다. 미국 등 각지에서 오미크론이 확산될 무렵인 지난해 1월에는 선제적으로 위기대응 TF팀 구성 및 대응을 통해 병원의 필수의료 부문이 차질 없이 정상적으로 운영될 수 있도록 대비했으며 예방적 항체주사제 투약 의료기관에 참여하고 직원 동절기 추가접종 실시 등 정부에 방역 정책에 적극적으로 동참했다.
경제의 장기 불황과 인구 감소, 고령화 현상 등으로 의료 부문에서도 경영과 진료에 있어 새로운 패러다임이 요구되고 있다. 특히 2020년 시작된 코로나19 팬데믹으로 인해 공공의료의 중요성과 스마트 헬스케어의 필요성이 강조되고 있다. 이에 충남대학교병원은 치료 중심에서 사후 관리를 위한 의료 패러다임의 변화, 환자 중심의 진료 서비스 구축, 근무 환경의 변화 등의 혁신을 도모하며 미래의료 산업을 준비해 가고 있다. 이 같은 노력으로 2021년 보건복지부 제4기 상급종합병원 지정 평가에서 ‘대전 유일의 상급종합병원’으로 재지정 됐으며, 미국 시사주간지 뉴스위크에서 발표한 ‘세계 최고의 병원 (World's Best Hospitals 2023)’대한민국 최고의 병원 부문에서 지방 국립대학교병원 중 1위를 기록했다. 이로써 우수한 의료진과 첨단 진료장비는 물론, 상급종합병원으로서의 엄격한 의료질 및 환자안전 관리를 통해 지역을 넘어 세계수준의 차별화된 의료서비스를 제공하고 있다는 것을 증명했으며 또한, 충남대학교병원은 사람 중심의 의료서비스를 토대로 4차 산업혁명을 이끌며 미래 의료를 실현해 나가고 있다. 특히 4차 산업시대를 맞이해 병원 중심의 광역바이오헬스케어 클러스터 구축 활동과 연구를 더욱 활발히 진행하고 있다. 중부권 최고 수준의 거점병원으로서 그동안 산‧학‧연의 융‧복합 연구와 산업화를 주도하며 바이오헬스케어 산업을 선도해 왔으며 광역바이오헬스케어 클러스터 중심에서 세계적으로 인정받는 헬스케어 서비스와 기업을 탄생시켜 대한민국 의료 수준의 위상을 높이고 있다.
1,289개의 허가병상과 3,800여명에 달하는 임직원 등 거대규모로 성장한 위상에 걸맞는 경영시스템을 갖추고 이를 체계적으로 달성하기 위한 선진 경영관리 기법을 도입하였다. 2020년 7월 16일에는 세종시 도담동에 세종시 최초의 국립대병원인 세종충남대학교병원을 개원하고, 세종시민의 진정한 건강 지킴이로 환자 중심의 의료서비스를 펼쳐 나가고 있다. ‘기대가 현실이 되는 병원’이라는 슬로건으로 31개 진료과와 10개 특성화센터에서 다학제 협진과 원데이·원스톱 진료 등 질환의 예방과 관리를 중심으로 하는 새로운 개념의 병원, 나아가 대한민국 공공의료의 새로운 패러다임을 제시하고 있다. 특히 미래의학연구원은 산학연의 융·복합 연구를 활성화하고, 바이오-헬스기술 개발과 사업화를 추진하여 최고의 의료서비스와 창의적 헬스케어를 선도하는 스마트 병원으로 발전해 나가고 있다.
2022년 11월 XR임상교육훈련센터 기공식을 병원 내 건립부지(관절염·재활센터 옆 주차장 부지)에서 열어 착공에 들어갔다. 21년 5월 교육부에서 공모한 ‘국립대병원 임상교육훈련센터 건립사업’에 최초로 선정된 충남대학교병원은 임상교육훈련센터 건립 추진 TF를 구성하여 사업계획 보완, 건축기획 및 설계 단계를 거쳤다.  ‘XR임상교육훈련센터’는 대지면적 95,302㎡에 지하 1층, 지상 4층의 연면적 5,806.42㎡ 규모로 건설된다. 기공식 이후 15개월의 공사기간을 거쳐 2024년 2월 완공될 예정이다. 1972년 7월 1일에 중부권 최초의 교육병원으로 출발한 충남대학교병원은 이번 ‘XR임상교육훈련센터’ 완공으로 한층 강화된 교육 인프라를 확보하게 된다. 지상 2층에는 심폐소생술 교육실, 지상 3층에는 특별한 몰입감으로 의료술기 실습을 체험할 수 있는 VR 강의실이 위치하며, 지상 4층에는 실제성이 높은 시뮬레이터가 다수 배치되어 모의실습 중심의 교육을 제공하게 된다. 이러한 교육공간은 의료인의 숙련도를 높여 환자 안전 개선은 물론이고, 의학교육의 교수방법 연구의 활성화에도 기여할 것으로 예상된다. 이 외에도 일반인을 위한 심폐소생술 교육을 운영하여 지역사회와 함께 할 예정이다.

## 설립 근거
- 국립대학병원설치법 및 동법시행령

## 연혁
- 1972년 7월 1일: 충남대학교 의과대학 부속병원으로 개원
- 1995년 8월 21일: 법인으로 변경
- 2001년 5월 17일: 대전권역응급의료센터 개원
- 2013년: 세종특별자치시에 충남대학교병원 세종의원 설립
- 2020년 7월 1일: 세종특별자치시에 세종충남대학교병원 설립

## 권역응급의료센터
건양대학교병원과 같이 대전권역응급의료센터로 지정되어 대전광역시, 세종특별자치시, 충청남도 논산시, 계룡시, 공주시, 금산군, 부여군, 청양군, 전북특별자치도 무주군을 관할한다.